# A Semana de Lisboa
A Semana de Lisboa: suplemento do Jornal do Comércio publicou-se em Lisboa entre 1893 e 1895 tendo sido distribuída de forma gratuita aos assinantes do Jornal do Comércio. Tendo como público-alvo uma burguesia endinheirada em ascensão, pretendia proporcionar uma leitura agradável sobre personalidades portuguesas da política, da literatura ou simplesmente do mundo.
Foi dirigida por Alberto Braga, que foi também redator assinando sob vários pseudónimos (Graziel, Impoliticus, Spectator e outros), e Mariano Pina. Contou ainda com a colaboração de uma extensa lista individualidades de renome, a saber: Sousa Viterbo, Margarida de Sequeira, Bulhão Pato, João de Deus, Manuel da Silva Gaio, Guilherme Braga, Ramalho Ortigão, Carlos Lobo de Ávila, João da Câmara, José Frederico Laranjo, Tomás Ribeiro, Ressano Garcia, Júlio de Matos, Alberto Pimentel, Eugénio de Castro, Conde de Ficalho, Henrique Lopes de Mendonça, Magalhães Lima,  Maria Amália Vaz de Carvalho, Pinheiro Chagas, Teófilo Braga, Oliveira Martins e João Henrique Ulrich.